# 김종창
김종창(金鍾昶, 1948년 10월 13일 ~)은 대한민국의 제7대 금융감독원장을 지낸 공무원이다.

## 생애

### 성장기
경상북도 예천군에서 1948년 10월 13일에 태어났다. 만 2세가 되기 전에 한국전쟁으로 인해 아버지를 잃고 할아버지, 어머니 슬하에서 초등학교, 중•고등학교를 고향에서 다녔다. 대창고등학교를 다니던 학창 시절에 영어 교사였던 담임교사에게 도움을 많이 받았다고 한다. 1967년 서울대학교 상과대학에 입학하였고, 대학교 4학년에 재학 중이던 1970년에 행정고시에 합격하였다. 나중에 재무부로 옮겼지만 처음 배치받은 곳은 대통령자문기구였던 ‘경제과학심의회의’였다.

### 공무원
1970년 경제과학심의회 사무관으로 공직생활을 시작하였으며, 이후 재무부 금융정책과장(1990년), 주영대사관 재경관(1992년), 재정경제원 국민생활국장(1996년) 등 요직을 역임하였다. 1998년 통합감독기구가 출범할 때 금융감독위원회(현 금융위원회의 전신)의 창설 멤버가 되어 증권선물위원회 상임위원(1998년), 금융감독위원회 상임위원(1999년)을 지냈다. 2000년에는 금융감독원 부원장에 임명되었다.
2001년 5월에 기업은행장에 취임한 후 기존 조직을 고객중심•성과중심 체제로 바꾸고 사업부제를 도입하였다. '돈 버는 국책은행’으로 변신하려는 노력으로 재임 중 창사 이래 최대 이익을 올렸으며 가파른 주가 상승을 이루었고, 그 성과를 인정받아 다산금융상 대상(2003년 1월), 대한민국 고객만족 경영대상 최고경영자상(2003년 11월)을 수상하였다.
2004년 2월 금융통화위원회 위원으로 임명되었다. 재임 중에는 특히 단기금융시장 운용체계 개편을 통해 통화 정책의 파급 경로를 효율화하는 작업에 적극적으로 참여하였다. 2008년 3월에는 금융감독위원회-금융감독원 분리 이후 초대 금융감독원 원장(겸임 시절을 포함할 경우에는 제7대 원장)으로 취임하였으며 2011년 3월을 임기를 마치고 퇴임하였다.
2013년 1월부터 카이스트 경영대학 교수로 임용되어 MBA학생을 대상으로 금융위기관리, 은행경영등의 과목을 강의하고 있다.
2014년 10월에 (사)청소년금융교육협의회 회장에 선임되어 그동안 은행장,금통위원, 금융감독원장등 금융 각분야를 두루 거치면서 익힌 경험과 전문지식을 초중고 학생들에게 전수하는등 금융교육에 매진하고 있다.

### 금융감독원장

#### 조직 혁신
그동안 지적되어 온 감독 기구의 지나친 권위주의적 색채를 없애기 위해 원장 취임 직후에 기존 조직 내 관행과 문화의 변화를 선도할 사령탑으로서 변화추진기획단을 설치하였다. 감독•검사 관행의 선진화, 조직 및 인사 시스템의 혁신, 조직 문화 개선을 강력하게 추진할 동력 마련을 위한 것이었다. 먼저 전 임직원이 공유할 지향점으로서 고객 중심의 사고, 고도의 전문성, 신뢰 받는 금융감독을 3대 비전으로 선포하였다. 또한 시장에서 바라보는 감독 당국의 고압적•권위적 요소를 찾아내기 위해 외부의 인식 조사를 실시하였다. 임원의 성과 책임을 명확히 하기 위해 조직의 종적•횡적 업무 연관성을 감안한 본부제를 처음으로 도입하였다. ‘검사아카데미’를 설립하여 검사역의 전문성을 제고하는 동시에 검사 인력의 체계적인 양성 시스템을 갖추었다.

#### 글로벌 금융위기 극복
취임 후 수 개월 만에 발생한 글로벌 금융위기가 국내의 외화 유동성 위기로 파급되면서 금융시스템 위기를 초래하자 2008년 9월 이후 약 9개월간 이를 극복하는 데 전방위적 노력을 경주하였다. 특히 금융회사의 대출 기피로 국가경제의 근간인 중소기업의 흑자 도산이 발생하지 않도록 Fast Track 프로그램 도입(2008년 10월), 중소기업 금융애로상담센터(2008년 9월), 무역금융애로상담센터(2008년 11월), 중소기업 현장금융지원반(2009년 2월) 개설 등을 통해 중소기업에 대한 금융 지원을 강화하였다.
또한 실물부문 지원으로 인한 금융회사의 건전성 저하 가능성에 대비하여 자본충실도를 제고함으로써 손실흡수능력을 강화하였다. 은행산업에 대해 2008년말 기준으로 BIS비율 12%, 기본자본비율을 9%대로 유지토록 함으로써 건전성 악화 가능성에 선제적으로 대응하였다. 한편 이러한 건전성 관리가 자금 공급의 걸림돌이 되지 않도록 증자 유도, 자본확충펀드 설치를 통해 자금 공급 여력을 충분히 확보토록 하였다.
금융위기의 진원지가 해외였던 만큼 관계기관, 금융회사 및 자체 해외사무소와 연계된 24시간 모니터링 체계를 구축하여 이상 상황에 대한 즉각적인 대응을 추진하였다. 한편, 위기 상황을 틈타 외환․주식시장의 불안을 증폭시키는 불건전한 투기 행위에 대처하였다. 아울러 근거 없이 떠도는 한국시장에 대한 불안심리의 확산을 막기 위해 국내외 기관투자가․애널리스트를 대상으로 한 Conference Call과 이슈 설명회 및 외신기자와의 공식․비공식 간담회를 개최하였다.

#### 기업구조조정
2008년 11월에는 금융감독원 내에 금융위원회와 합동으로 ‘기업재무개선지원단’을 설치하여 금융회사 주도의 기업구조조정을 본격적으로 지원하였다. 1997년과 1998년에 걸친 외환위기 때와는 달리 이미 부실화된 기업을 상대로 한 일률적 구조조정이 아닌, 잠재적인 부실기업 또는 산업에 대한 선제적 구조조정을 추진하였다. 특히 조선·해운·건설업 등 글로벌 경기 민감 업종에 대한 구조조정을 우선적으로 실시하였다. 대기업과 중소기업에 대해 순차적으로 구조조정을 추진하고 대기업그룹 재무구조 평가 및 기업신용 위험 상시 평가를 통해 시장의 불확실성을 조기 해소하는 데 기여하였다는 언론의 평가를 받은 바 있다.

#### 서민금융 활성화 및 금융소비자 보호
금융위기를 거치면서 사회적 이슈로 부각된 금융소외계층에 대한 지원을 확대하고자 은행에 저신용자 대출을 독려하였으며, 은행의 대출기피 수단인 구속성예금과 같은 불건전한 영업 관행에 대해서는 현장 검사권을 동원하여 이를 제지하였다. 또한 금융감독원 내에 금융피해상담센터 및 불법 대출중개수수료 신고 코너를 설치하였으며 은행의 연대보증 관행도 철폐토록 하여 서민들의 금융애로를 덜어주는 데도 역점을 두었다.

#### 국제협력관계 강화
금융감독원 주관으로 2008년 6월에 국제보험감독자협의회(IAIS) 정례회의, 2009년 1월에는 이슬람금융세미나를 서울에서 개최하였다. 특히 후자는 당시 외화유동성의 심각한 압박하에서 이슬람 자본의 우호적 관심을 이끌어내는 데 큰 계기가 되었다. 취임 이후 국제결제은행(BIS)과의 협력관계에 관심을 쏟아 2009년 3월 한국이 바젤은행감독위원회(BCBS) 회원국으로 가입하는 데 역할을 하였다. 그해 9월 동 위원회 가입 후 처음으로 개최된 금융감독기구 수장 및 중앙은행 총재회의에 참석하여 글로벌 금융위기 재발 방지를 위한 국제공조체제 확립의 중요성을 역설하였다.

#### 금융소비자 보호
이번 금융위기에서 최대 이슈가 된 금융소비자 보호 문제에 근본적인 대처가 필요하다는 인식하에 2010년을 ‘금융소비자 보호의 원년’으로 선언하였다. ‘금융소비자가 없으면 금융회사도 존재하지 않는다’는 소신을 바탕으로 이 문제를 전담할 별도의 본부를 설립하여 조직과 인원을 확충하였다. 특히 금융상품 판매 단계에서부터 소비자 보호가 제대로 이루어질 수 있도록 영업행위감독에 역점을 두고 있다.

## 가족관계
부인 권성자 씨와의 사이에 2녀를 두고 있다. 금융감독원장 재직 중인 2008년과 2009년에 각각 차녀와 장녀의 혼사를 치르면서 청첩장, 축의금, 화환이 없는 이른바 ‘3無 결혼식’을 치러 주목을 끌었다. New York Times에도 바람직한 혼례 문화의 사례로 소개된 바 있다.
취미는 등산이다.

## 저서
주요 저서로는 기업은행장 시절의 경영철학과 경험을 정리한 《Great Bank》(2006, 매일경제신문사)가 있다. 또한, 활기찬 조직문화의 형성과 딱딱한 은행원의 이미지 쇄신을 위해 《유머 보따리》라는 책을 만들어 배부하는 등 ‘신나는 일터’를 만드는 데 힘을 쏟기도 했다.